# Gravity (4Front)
Gravity è il secondo album in studio del gruppo musicale statunitense 4Front.

## Tracce
1. Prelude – 4:13
2. The Front – 4:27
3. Gravity – 5:02
4. Turbulence – 5:58
5. Gearth – 4:23
6. Home – 8:18
7. Blur – 6:42
8. Interlude – 4:07
9. Space and Time – 6:10
10. Doctor Chicken – 3:59
11. Jamon – 3:26
12. Ultraviolence – 3:39
13. A Dying Wish – 3:26
14. Acid Cowboy – 3:39